# Vinagora
Vinagora falu Horvátországban Krapina-Zagorje megyében. Közigazgatásilag Pregradához tartozik.

## Fekvése
Krapinától 14 km-re, községközpontjától 5 km-re nyugatra a Horvát Zagorje északnyugati részén fekszik.

## Története
A falu területe a középkorban a nagytábori uradalomhoz tartozott. A vinagorai plébánia az egyik legfiatalabb a horvát Zagorje plébániái között. Területe egyházilag egészen 1790-ig a desinići plébániához tartozott, bár maga a kegyhely története századokkal korábbi időkre megy vissza. Már a 16. században állt a vinagorai hegyen egy Mária-szobor, melyet a Vinagorai Szűzanyának neveztek. A szoborhoz számos csodás gyógyulás társult és népszerű búcsújáróhely lett, ezért a birtokos Rátkay család kápolnát építtetett fölé. Az itteni búcsújárásról ad hírt az az 1652-ből származó réztábla, melyet latin és német nyelven olvasható, hogy a kegyszobor a Vinagorai Szűzanya valódi képe. Mivel a zarándokok nemcsak a Zagorje területéről, hanem messze földről, Stájerországból, a Muraközből és Zágrábból is érkeztek, a kápolna hamarosan szűknek bizonyult. Két mellékkápolnát építettek hozzá, melyeket a Szentháromság és Szent Valentin tiszteletére szenteltek, így az épületegyüttes elérte mai alakját és nagyságát. A megújult templomot 1713. szeptember 10-én szentelte fel Rátkay Ádám Benedek zenggi püspök, a birtokos Rátkay család tagja. Búcsúnapja a Kisboldogasszony ünnepét követő vasárnap volt.
1892 utolsó októberi vasárnapján nagy szerencsétlenség történt. A templomban összegyűlt tömegben pánik tört ki, melynek során tizennégy embert tapostak halálra.
A településnek 1857-ben 169, 1910-ben 201 lakosa volt. Trianonig Varasd vármegye Pregradai járásához tartozott. A településnek 2001-ben 62 lakosa volt.

## Nevezetességei
A vinagorai Sarlós Boldogasszony plébániatemplom az egész horvát Zagorje egyik legszebb fekvésű temploma, ahonnan felejthetetlen kilátás nyílik a környező hegyekre, szőlőskertekre és öreg borospincékre. Az egyhajós barokk-klasszicista templomhoz kétoldalt lépcsők vezetnek, szentélye sokszögű, hozzá csatlakozik a sekrestye. A hajóhoz két oldalról csatlakoznak az oldalkápolnák, melyek által az épület latin kereszt alaprajzú. A főbejárat felett emelkedik a nyolcszögű, hagymasisakkal és nyitott laternával fedett harangtorony. A hegytető szűk területe miatt a templom körüli árkádsorral csatlakozik a templomhoz a hengeres torony alakú Szent Máté és Szent Ferenc kápolna, melyek kívülről védőtornyok benyomását keltik. Az árkádsort csodajelenetek ábrázoló képsor díszíti. A templomhoz közvetlenül csatlakozik az emeletes plébániaépület. A szentélyt díszítő festmények 1768-ban készültek kiegészítve a főoltár kompozícióját, mely 1770 körül készült. Barokk szobrai között középen a gyermekét tartó Madonna 1500 és 1510 között készített gótikus szobrával. A szentély előtt kétoldalt a Mindenszentek és a Háromkirályok tiszteletére szentelt, 1830 és 1840 között készített késő barokk, klasszicista motívumokkal díszített mellékoltárok láthatók. Az oldalkápolnák Szent Valentin és Szentháromság oltárai 1779 körül készültek. A klasszicista girlandokkal díszített szószék 1805 körül készült. A templom orgonája J. Brandl maribori műhelyében készült.

## Külső hivatkozások
- Pregrada hivatalos oldala
- A város információs portálja
- A vinagorai plébánia honlapja